# Електрични изолатор
Електрични изолатор или диелектрик је неки материјал који пружа врло велики електрични отпор пролазу слободних електрона (или јона). Материјали који су добри електрични изолатори су вакуум, ваздух, стакло, керамика, пластика, гума и други. Због тога се изолација електричних жица и каблова најчешће прави од гуме или пластике, а високонапонски водови немају никакву изолацију осим ваздуха. За металне, бетонске и дрвене стубове су повезани преко керамичких изолатора. 
Значајне особине изолатора су његов отпор (типично реда гига ома) и напонска издржљивост (отпорност на напон прије пробијања искре). На нивоу атомске структуре, изолатори имају врло мало слободних електрона, и више од 4 валентна електрона у посљедњој електронској љусци.

## Физика проводљивости у чврстим телима
Електрична изолација је одсуство електричне проводљивости. Теорија електронских трака (грана физике) диктира да наелектрисање тече ако су доступна стања у којима електрони могу бити побуђени. Ово омогућава електронима да добију енергију и на тај начин се крећу кроз проводник као што је метал. Ако таква стања нису доступна, материјал је изолатор.
Већина (иако не сви, погледајте Мотов изолатор) изолатора имају велики размак у појасу. Ово се дешава зато што је „валентни” појас који садржи електроне највеће енергије пун, а велики енергетски јаз одваја овај појас од следећег појаса изнад њега. Увек постоји неки напон (који се назива пробојни напон) који даје електронима довољно енергије да буду побуђени у овом опсегу. Када се овај напон прекорачи, материјал престаје да буде изолатор и наелектрисање почиње да пролази кроз њега. Међутим, обично је праћен физичким или хемијским променама које трајно деградирају изолациона својства материјала.
Материјали који немају електронску проводљивост су изолатори ако немају и друга покретна наелектрисања. На пример, ако течност или гас садрже јоне, онда се јони могу навести да теку као електрична струја, и материјал је проводник. Електролити и плазме садрже јоне и делују као проводници без обзира на то да ли је проток електрона укључен или не.

### Електрични пробој
Када су подвргнути довољно високом напону, изолатори пате од феномена електричног пробоја. Када електрично поље примењено на изолациону супстанцу на било којој локацији премашује гранично поље пробоја за ту супстанцу, изолатор одједном постаје проводник, изазивајући велико повећање струје, електрични лук кроз супстанцу. Електрични слом настаје када је електрично поље у материјалу довољно снажно да убрза слободне носиоце наелектрисања (електроне и јоне, који су увек присутни у ниским концентрацијама) до довољно велике брзине да избије електроне из атома када их ударе, јонизујући атоме. Ови ослобођени електрони и јони се заузврат убрзавају и ударају у друге атоме, стварајући више носилаца наелектрисања, у ланчаној реакцији. Изолатор се брзо пуни мобилним носиоцима набоја, а његов отпор пада на низак ниво. У чврстом стању, пробојни напон је пропорционалан енергији појасног размака. Када дође до коронског пражњења, ваздух у региону око високонапонског проводника може да се разложи и јонизује без катастрофалног повећања струје. Међутим, ако се област ваздушног слома протеже до другог проводника на различитом напону, то ствара проводну путању између њих и велика струја тече кроз ваздух, стварајући електрични лук. Чак и вакуум може да претрпи неку врсту пробоја, али у овом случају пробоја или вакуумски лук укључује наелектрисања избачена са површине металних електрода, а не произведена самим вакуумом.
Поред тога, сви изолатори постају проводници на веома високим температурама пошто је топлотна енергија валентних електрона довољна да их стави у проводни појас.
У одређеним кондензаторима кратки спојеви између електрода који настају услед пробоја диелектрика могу нестати када се примењено електрично поље смањи.

## Употребе
Веома флексибилан премаз изолатора се често наноси на електричну жицу и кабл, то се назива изолована жица. Жице понекад не користе изолациони премаз, већ само ваздух, пошто чврсти (нпр. пластични) премаз може бити непрактичан. Међутим, жице које додирују једна другу производе унакрсне везе, кратке спојеве и опасност од пожара. У коаксијалном каблу средишњи проводник мора бити ослоњен тачно у средину шупљег штита да би се спречила рефлексија ЕМ таласа. Коначно, жице које излажу напоне веће од 60 V могу изазвати људски шок и опасност од струјног удара. Изолациони премази помажу у спречавању свих ових проблема.
Неке жице имају механички омотач без напона - на пример: сервисни пад, заваривање, звоно на вратима, жица термостата. Изолована жица или кабл има напон и максималну температуру проводника. Могуће је да нема оцену капацитета (капацитета струје), јер то зависи од услова окружења (нпр. температуре околине).
У електронским системима, штампане плоче су направљене од епоксидне пластике и фибергласа. Непроводне плоче подржавају слојеве проводника од бакарне фолије. У електронским уређајима, ситне и деликатне активне компоненте уграђене су у непроводну епоксидну или фенолну пластику, или унутар печеног стакла или керамичких премаза.
У микроелектронским компонентама као што су транзистори и интегрисана кола, силицијумски материјал је обично проводник због допинга, али се лако може селективно трансформисати у добар изолатор применом топлоте и кисеоника. Оксидовани силицијум је кварц, односно силицијум диоксид, примарна компонента стакла.
У високонапонским системима који садрже трансформаторе и кондензаторе, течно изолационо уље је типична метода која се користи за спречавање настанка лука. Уље замењује ваздух у просторима који морају да издрже значајан напон без електричног квара. Други материјали за изолацију система високог напона укључују керамичке или стаклене држаче жица, гас, вакуум и једноставно постављање жица довољно далеко да се користи ваздух као изолација.

## Изолација у електричним апаратима
Најважнији изолациони материјал је ваздух. Различити чврсти, течни и гасовити изолатори се такође користе у електричним апаратима. У мањим трансформаторима, генераторима и електромоторима, изолација на намотајима жице се састоји од до четири танка слоја филма полимерног лака. Магнетна жица изолована филмом омогућава произвођачу да добије максималан број завоја у оквиру расположивог простора. Намотаји који користе дебље проводнике често су омотани додатном изолационом траком од фибергласа. Намотаји такође могу бити импрегнирани изолационим лаковима да би се спречила електрична корона и смањиле магнетно индуковане вибрације жице. Намотаји великих енергетских трансформатора су још увек углавном изоловани папиром, дрветом, лаком и минералним уљем; иако се ови материјали користе више од 100 година, они и даље пружају добар баланс економичности и адекватних перформанси. Сабирнице и прекидачи у разводним апаратима могу бити изоловани пластичном изолацијом ојачаном стаклом, третираном тако да има мало ширење пламена и да спречи праћење струје кроз материјал.
У старијим апаратима направљеним до раних 1970-их, могу се наћи плоче од компримованог азбеста; док је ово адекватан изолатор на фреквенцијама снаге, руковање или поправке азбестног материјала могу испустити опасна влакна у ваздух и морају се изводити опрезно. Жица изолована филцаним азбестом коришћена је у високотемпературним и робусним апликацијама од 1920-их. Жицу овог типа продавао је Џенерал Електрик под трговачким називом „Делтабестон.“
Разводне табле су до почетка 20. века биле направљене од шкриљца или мермера. Нека опрема високог напона је дизајнирана да ради у оквиру изолационог гаса високог притиска као што је сумпор хексафлуорид. Изолациони материјали који добро раде на снази и ниским фреквенцијама могу бити незадовољавајући на радио фреквенцији, због загревања од прекомерне диелектричне дисипације.
Електричне жице могу бити изоловане полиетиленом, умреженим полиетиленом (било путем обраде електронским снопом или хемијским умрежавањем), -ом, каптоном, полимерима сличним гуми, папиром импрегнисаним уљем, тефлоном, силиконом или модификованим етилен тетрафлуороетиленом (ETFE). Већи каблови за напајање могу користити компримовани неоргански прах, у зависности од примене.
Флексибилни изолациони материјали као што је PVC (поливинил хлорид) се користе за изолацију кола и спречавање људског контакта са жицом под напоном – оном која има напон од 600 волти или мање. Алтернативни материјали ће се вероватно све више користити због безбедности и законодавства ЕУ о заштити животне средине које чине PVC мање економичним.

## Изолатори за наздемне електроенергетске и телекомуникационе водове
Надземни проводних за високонапонски пренос електричне енергије су голи и изоловани су околним ваздухом. Проводници за ниже напоне у дистрибутивним мрежама могу имати некакву изолацију, али су често и они голи. Структуре од изолационе материјала, које се такође називају изолатори, су потребне на местима где водове носе електрични стубови. Изолатори су такође потребни на местима где проводник улази у зграде или у електричне уређаје, као што су трансформатори и прекидачи, да изолују проводник од кућишта.
Изолатори су елементи надземне мреже електро енергетских водова који служе да омогуће физичко одвајање проводника и стуба и истовремено омогућавају монтажу проводника на стуб. Изолатори се раде од порцелана, стакла и у новије вријеме од синтетичких материјала. Разликују се изолатори за: ниски, средњи и високи напон. Изолатори се на стуб монтира преко носача и може се механички и електрично појачати. Механички појачати изолатор значи умјесто једног употријебити два или више, а електрично појачати изолатор значи повећати једноминутни подносиви напон по киши при фреквенцији од 50 Hz, за 15% у односу на једноминутни подносиви напон преосталог дијела вода
Изолатори за ниски напон:
- У употреби су изолатор за носећи стуб Ņ95 и изолатор за затезни стуб
- У средњонапонским водовима (10, 20, 35 kV) употребљавају се потпорни и висећи изолатори. Потпорни изолатори се причвршћују чврсто у стубну конструкцију, а висећи се употребљавају у облику изолаторског ланца и слободно се њишу око тачке вјешања.
- Потпорни изолатори се примјењују само у водовима средњег напона док се висећи употребљавају и у водовима средњег и високог напона.

Најпознатији потпорни изолатори су: Ps i LSP. Ps изолатори су ређе употребљавају у односу на LSP, јер су LSP изолатори знатно боље механичке чврстоће и изолационе моћи и могу да иду на све врсте регулисаног и нерегулисаног терена.